# Emily Browning
Emily Jane Browning (Melbourne, 7 de diciembre de 1988), conocida como Emily Browning, es una actriz, cantante y modelo australiana, conocida por sus interpretaciones de Violet Baudelaire en Lemony Snicket's A Series of Unfortunate Events y de Babydoll en Sucker Punch.

## Biografía

### Vida personal
Emily nació en Melbourne, Victoria, Australia, hija de Shelley y Andrew Browning. Tiene dos hermanos menores, Nicholas y Matthew.
Browning aprendió a hablar con acento estadounidense viendo Sesame Street en ABC. Estuvo en Melbourne para tomar un descanso de su carrera, en noviembre de 2006, completar sus exámenes de "Victorian Certificate of Education".

### Carrera
La carrera de Emily comenzó a la edad de nueve años, cuando fue vista por el padre de un amigo en una función de la escuela, y él recomendó que Emily prosiguiese actuando como profesión. Poco después, ganó un papel junto a Judy Davis en The Echo of Thunder. Una exitosa carrera en el cine australiano y producciones de televisión llegaron pronto, como la películaThe Man Who Sued God, en el que interpretaba a la hija del personaje de Billy Connolly. Después coprotagonizó con Conolly de nuevo en Lemony Snicket's A Series of Unfortunate Events, en donde interpretó el papel de Violet Baudelaire. Tuvo un papel recurrente como Hayley Fulton en la serie de televisión Blue Heelers desde el 2000 hasta el 2002. También interpretó a Katie Harwood en la película de terror de 2002 Ghost Ship; el mismo año ganó el Premio del Australian Film Institute a la mejor actriz joven, y la nominaron para el siguiente año. Todo sin haber tomado nunca una sola clase de actuación.
En 2006 Browning apareció en el video musical de la canción «Light Surrounding You» de la banda neozelandesa Evermore.
Acudió a L'Oreal Fashion Festival como embajadora el 1 de febrero de 2007.
En 2009 protagonizó la película The Uninvited, remake estadounidense de la coreana Dos hermanas, que se filmó en la Isla Bowen, Columbia Británica y Vancouver.
También fue candidata para protagonizar la película Crepúsculo justo después de terminar The Uninvited. «Lo que en realidad pasó es que me pidieron que audicionara – no para ser parte del elenco, solo audicionar – poco después de que acababa de terminar The Uninvited», dijo la actriz. "Y no soy la clase de persona que puede trabajar luego. Así que yo estaba exhausta, y dije ‘Lo siento, no puedo estar en una trilogía en este momento’". Ella era la favorita de Stephenie Meyer quien dijo: "Mi opción favorita es Emily Browning, de 'Lemony Snicket's... ¡Solo miren esos labios! ¡Me encanta!".
En 2011 fue la protagonista del filme de acción del director Zack Snyder, Sucker Punch, donde encarna a una bella jovencita quien tras la muerte de sus padres, y su reclusión en un internado, inventa una fantasía en aras de buscar su libertad acompañada por Abbie Cornish y Jena Malone. También reemplazó a Mia Wasikowska en Sleeping Beauty, una película acerca de una joven que se encuentra atrapada en el mundo de las drogas y la prostitución.
También fue nominada por el sitio web de MTV "Nextmovie.com" como una de las "25 celebridades para estar atentos en el 2011".
Durante todo el mes de abril y la primera semana de mayo de 2012, Browning estuvo filmando una película en Chile. La cinta se titula Magic, Magic del director chileno Sebastián Silva. Las locaciones de filmación fueron principalmente Lago Ranco y La Unión, al sur de Chile. Pero también se capturaron algunas escenas en Santiago de Chile. Entre el elenco figuran Michael Cera, Juno Temple, Luis Dubó y Catalina Sandino Moreno. La cinta cuenta la historia de una muchacha (Temple) que es invitada por su mejor amiga (Browning) de vacaciones a Chile donde, luego de un viaje al sur del país, perderá el control de la realidad. La cinta se estrenó en el 2013. 
También en el 2013, Browning interpretó a Pet/Wanderer en La huésped junto a Saoirse Ronan, Jake Abel y Max Irons. El papel de Browning en The Host es muy corto ya que solo sale al final de la película.
En 2014 Browning interpreta a Cassia en la película Pompeii, a la que acompañan Kit Harington, Adewale Akinnuoye-Agbaje, y Kiefer Sutherland La cinta se trata de un esclavo-gladiador (Harington) que intenta rescatar a su amada (Browning) de un corrupto senador (Sutherland) mientras el monte Vesubio arrasa con la ciudad de Pompeya.
En 2015 Browning actúa en la película Legend, que encarna a Frances Shea, en la historia que relata la vida de los gemelos Kray, los mafiosos más peligroso de Londres en la década de los 50 y 60, quien acompaña a Tom Hardy y Paul Bettany.

## Filmografía
| Año       | Título                                          | Personaje                  | Observaciones                    |
| --------- | ----------------------------------------------- | -------------------------- | -------------------------------- |
| 1998      | The Echo of Thunder                             | Opal Ritchie               | Película para televisión         |
| 1999      | High Flyers                                     | Phoebe Mason               |                                  |
| 1999      | Thunderstone                                    | Cleo                       | Serie de televisión              |
| 2000-2002 | Blue Heelers                                    | Hayley Fulton              | Serie de televisión              |
| 2001      | The Man Who Sued God                            | Rebecca Myers              |                                  |
| 2001      | Halifax f.p: Playing God                        | Kristy O'Connor            | Película para televisión         |
| 2001      | Blonde                                          | Fleece                     |                                  |
| 2002      | Ghost Ship                                      | Katie Harwood              |                                  |
| 2003      | After the Deluge                                | Maddy                      | Miniserie                        |
| 2003      | Ned Kelly                                       | Grace Kelly                |                                  |
| 2003      | Darkness Falls                                  | Joven Caitlin Greene       |                                  |
| 2004      | Lemony Snicket's A Series of Unfortunate Events | Violet Baudelaire          | Protagonista                     |
| 2005      | Stranded                                        | Penny                      |                                  |
| 2006      | Light Surrounding You                           | Heroína                    | Vídeo musical de Evermore        |
| 2009      | The Uninvited                                   | Anna Ivers                 | Protagonista                     |
| 2009      | Talk.Distance.Listen                            | Natalie                    | Cortometraje                     |
| 2011      | Sucker Punch                                    | Babydoll                   | Protagonista                     |
| 2011      | Sleeping Beauty                                 | Lucy                       | Protagonista                     |
| 2012      | Mr. Beautiful                                   | Olivia White               | Cortometraje                     |
| 2013      | La huésped                                      | Pet/Wanderer               | Cameo                            |
| 2013      | Summer in February                              | Florence Carter-Wood       | Protagonista                     |
| 2013      | Magic, Magic                                    | Sarah                      | Protagonista                     |
| 2013      | God Help the Girl                               | Eve                        | Protagonista                     |
| 2013      | Plush                                           | Hayley                     | Protagonista                     |
| 2013      | Cassie and Jude                                 | Cassie / Jude              | Protagonista                     |
| 2013      | No Matter What You Say                          |                            | Video musical                    |
| 2013      | Sacred Country                                  | Mary                       | Protagonista                     |
| 2014      | Pompeii                                         | Princesa Cassia de Roma    | Protagonista                     |
| 2014      | Take shelter                                    | Chaman                     | Vídeo musical de "years & years" |
| 2015      | Legend                                          | Francés Shea               | Protagonista                     |
| 2015      | Shangri-La Suite                                | Karen Bird                 | Protagonista                     |
| 2017-2021 | American Gods                                   | Laura Moon, Essie Macgowan | Protagonista                     |
| 2017      | Golden Exists                                   | Naomi                      | Protagonista                     |
| 2018      | The Affair                                      | Sierra                     | Serie de televisión (4-5)        |
| 2023      | Monica                                          | Laura                      |                                  |

## Premios y nominaciones

### Premios del Instituto de Cine Australiano
| Año  | Categoría                              | Película                                        | Resultado |
| ---- | -------------------------------------- | ----------------------------------------------- | --------- |
| 2005 | Premio al actor joven                  | Halifax f.p: Playing God                        | Ganadora  |
| 2003 | Premio al actor joven                  | After the Deluge                                | Nominada  |
| 2004 | Premio internacional a la mejor actriz | Lemony Snicket's A Series of Unfortunate Events | Ganadora  |
| 1999 | Premio al actor joven                  | The Echo of Thunder                             | Nominada  |

### Broadcast Film Critics Association
| Año  | Categoría               | Película                                        | Resultado |
| ---- | ----------------------- | ----------------------------------------------- | --------- |
| 2005 | Mejor a la actriz joven | Lemony Snicket's A Series of Unfortunate Events | Nominada  |

### Premios Artista Joven
| Año  | Categoría                                            | Película                                        | Resultado |
| ---- | ---------------------------------------------------- | ----------------------------------------------- | --------- |
| 2005 | Mejor actuación en una película - Mejor actriz joven | Lemony Snicket's A Series of Unfortunate Events | Nominada  |